# Codex Hierosolymitanus
Il Codex Hierosolymitanus 54 (noto anche con i nomi di Codex Constantinopolitanus, manoscritto di Bryennios e Codice di Gerusalemme, e indicato con le sigle H, C o I) è un manoscritto in lingua greca, redatto nel 1056 da un copista di nome Leone. Fu scoperto da Philoteos Bryennios nel 1873 nella biblioteca del convento del Santo Sepolcro di Costantinopoli ed è conservato presso il Patriarcato di Gerusalemme.

## Contenuto
Il codice contiene, nell'ordine, una Sinossi dell'Antico e del Nuovo Testamento attribuita a Giovanni Crisostomo, la Lettera di Barnaba, la Prima lettera di Clemente, la Seconda lettera di Clemente, una lista di titoli in ebraico o aramaico e greco di alcuni libri dell'Antico Testamento, la Didaché, la lettera di Maria di Cassobele a Ignazio di Antiochia e la versione lunga delle Lettere di Ignazio.